# آستون مارتین دی‌بی۷

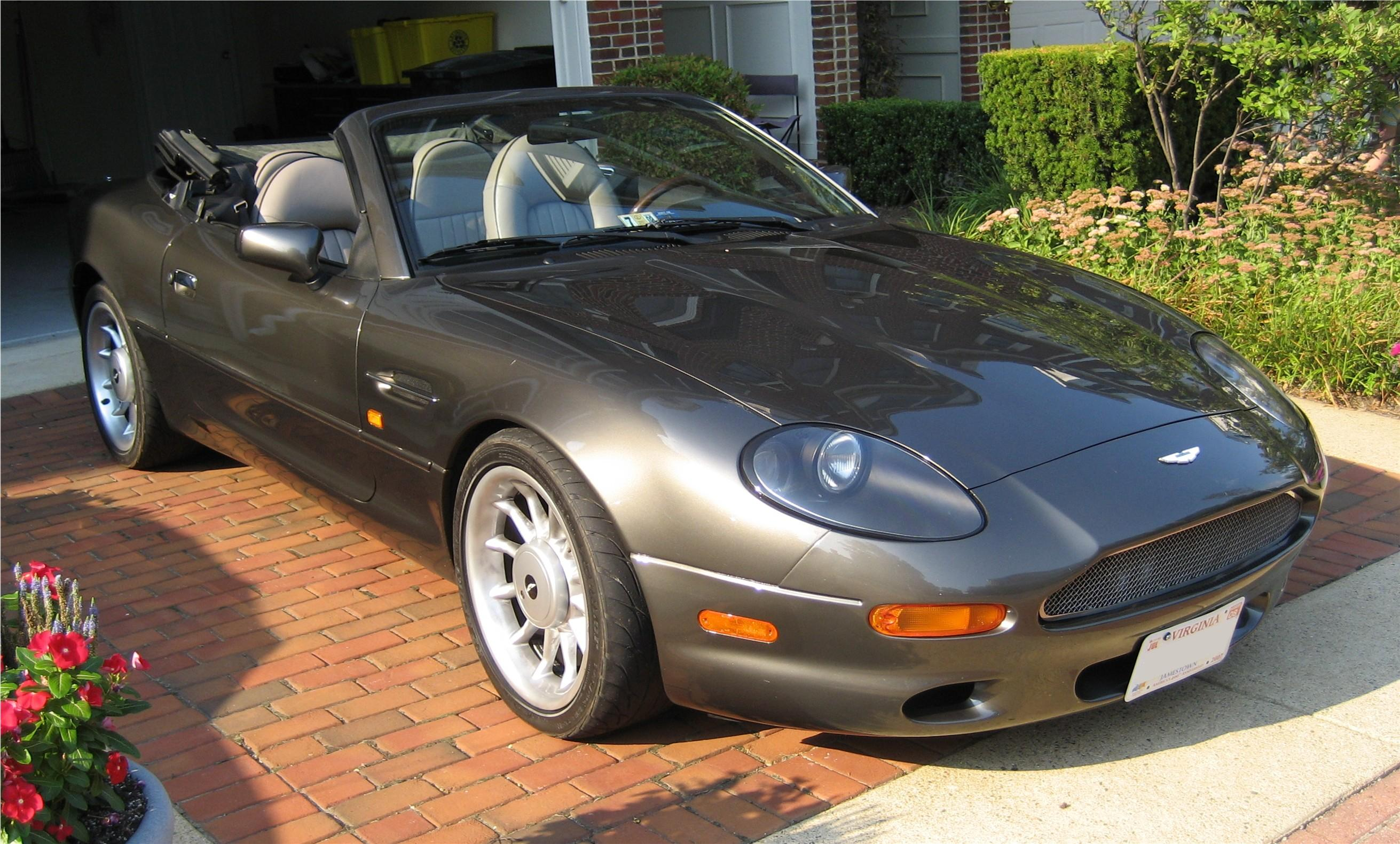

آستون مارتین دی‌بی۷ (Aston Martin DB۷) خودرویی است که در سال‌های ۱۹۹۴–۲۰۰۳>(۷،۰۰۰ produced)تولید شده‌است.
این خودرو در کلاس خودرو GT قرار گرفته، طراحی آن توزیع نیروی پیشران و نیز طراح این خودرو اییان کالوم بوده است. 
پ

## نگارخانه

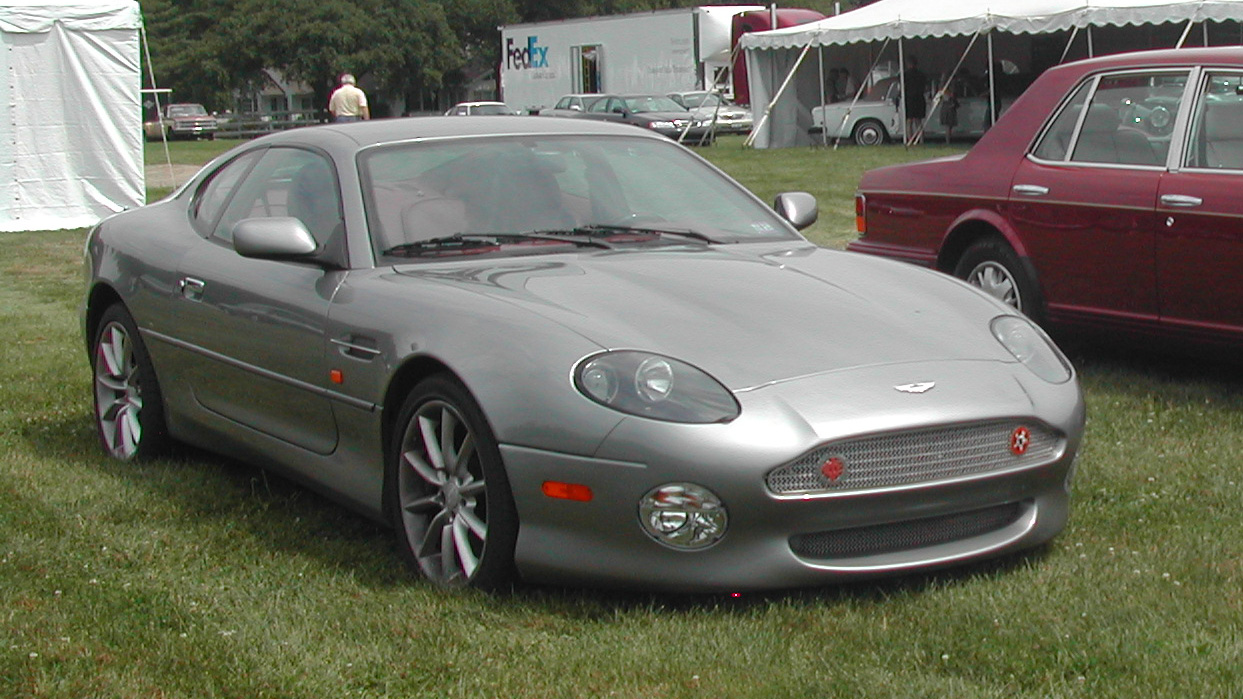
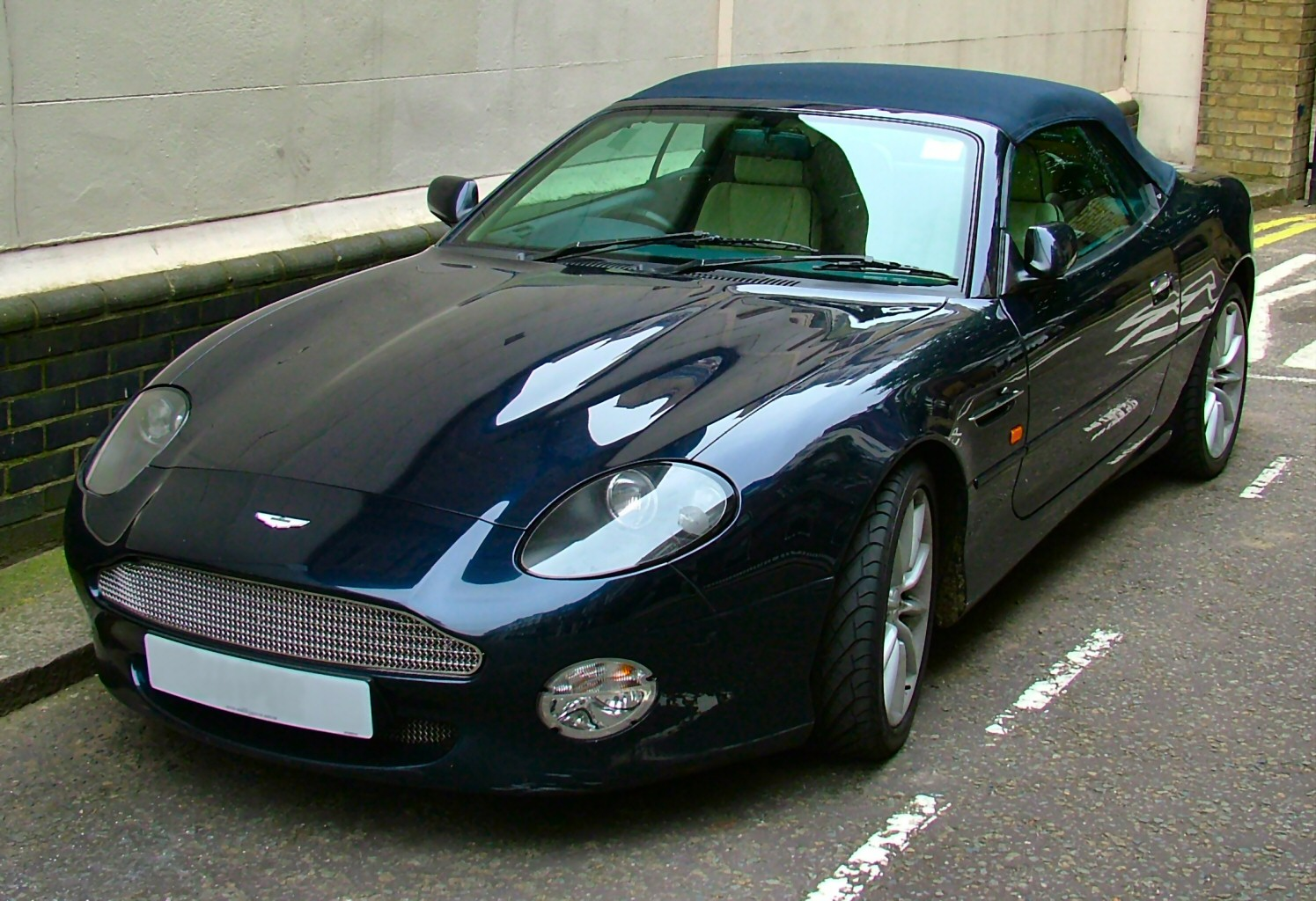
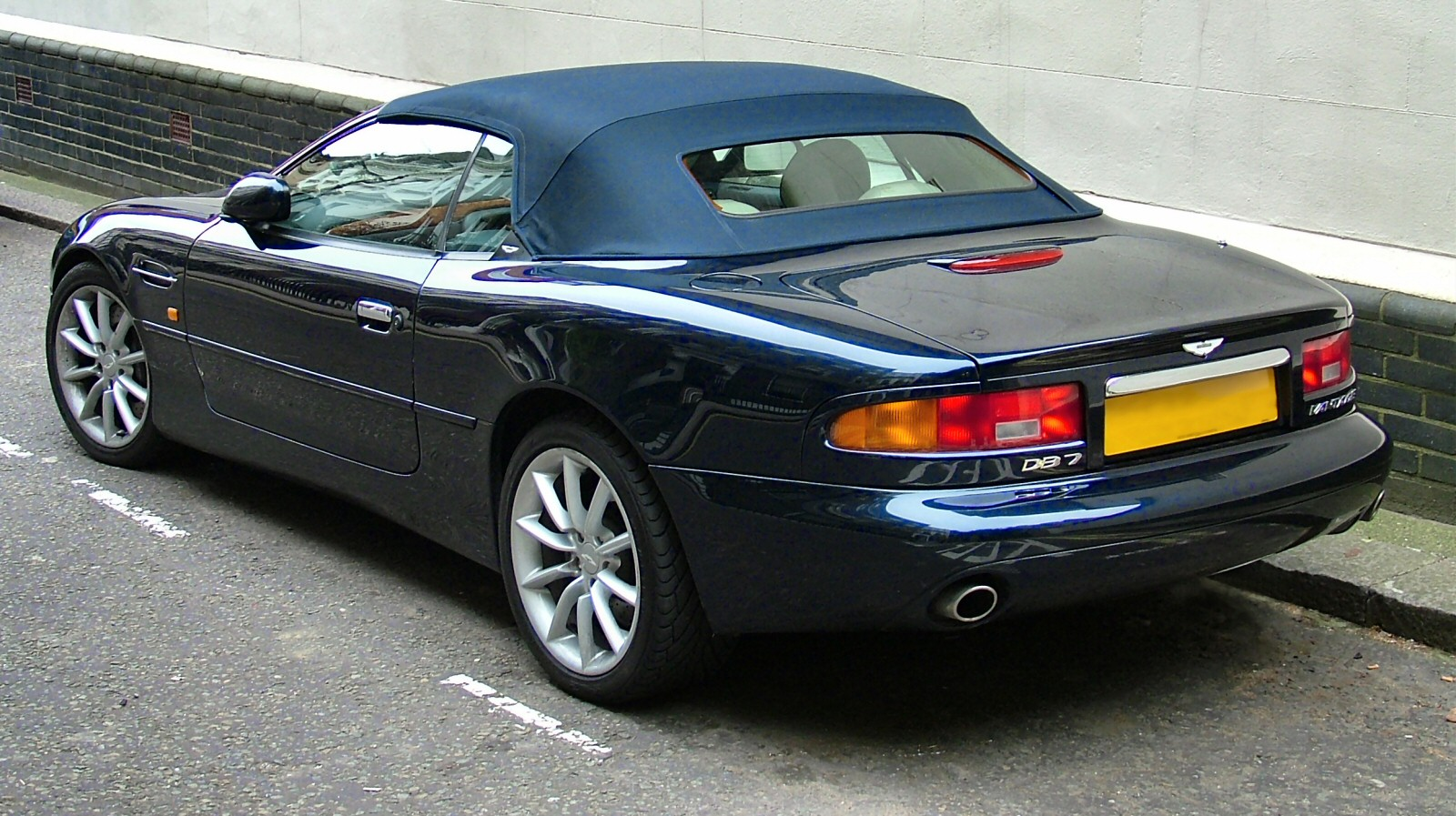
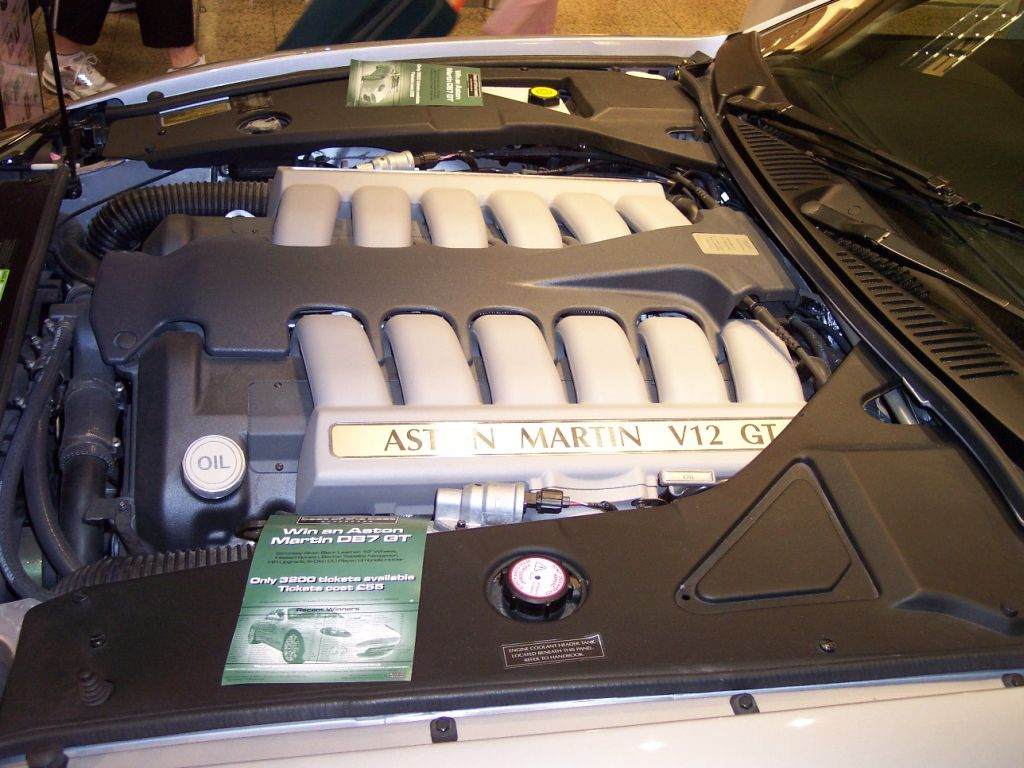